# 長福寺 (下呂市)
長福寺（ちょうふくじ）は、岐阜県下呂市金山町金山にある曹洞宗の寺院。山号は金山。釈迦如来を本尊とする。

## 歴史
天文14年（1545年）8月、喜山長悦が藤倉山長福庵として創建した。その後、正保元年（1644年）2月に龍泰寺18世長霊正鎮が中興し、長福寺を称した。
享保13年（1728年）に山号を金山に改めた。文化10年（1813年）に建造された山門は、十六羅漢と摩訶迦葉、阿難尊者、金剛力士が祀られている。1969年（昭和44年）12月15日には山門が金山町指定文化財（建造物）となった。2004年（平成16年）3月1日、合併によって山門が下呂市指定文化財となった。

## 文化財

### 市指定文化財
- 所在地：岐阜県下呂市金山町金山2164-1[1]
- 種別：建造物[1]
- 名称：長福寺山門[1]
- 員数：1棟[1]
- 時代：文化10年（1813年）[1]

## 参考画像

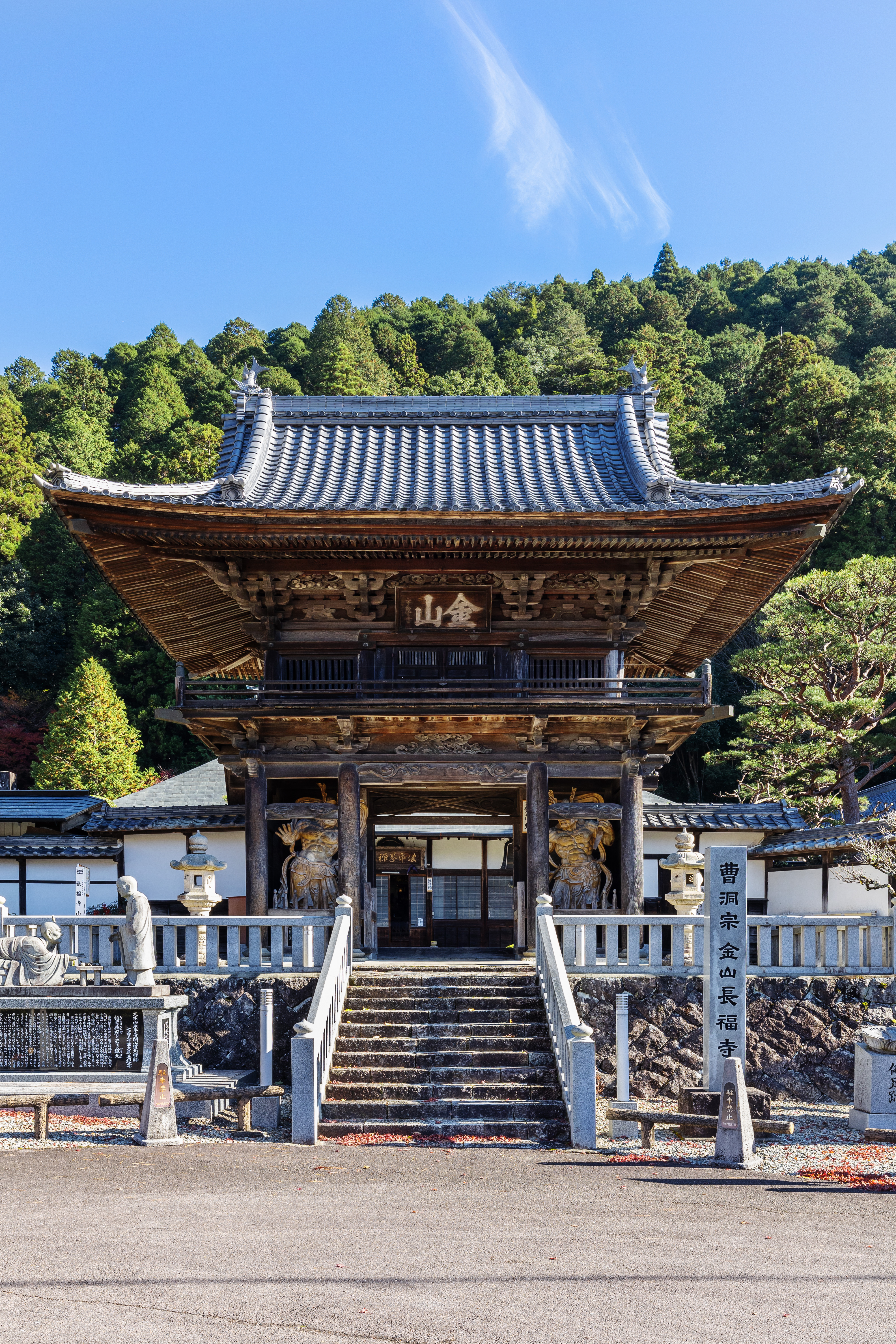
山門
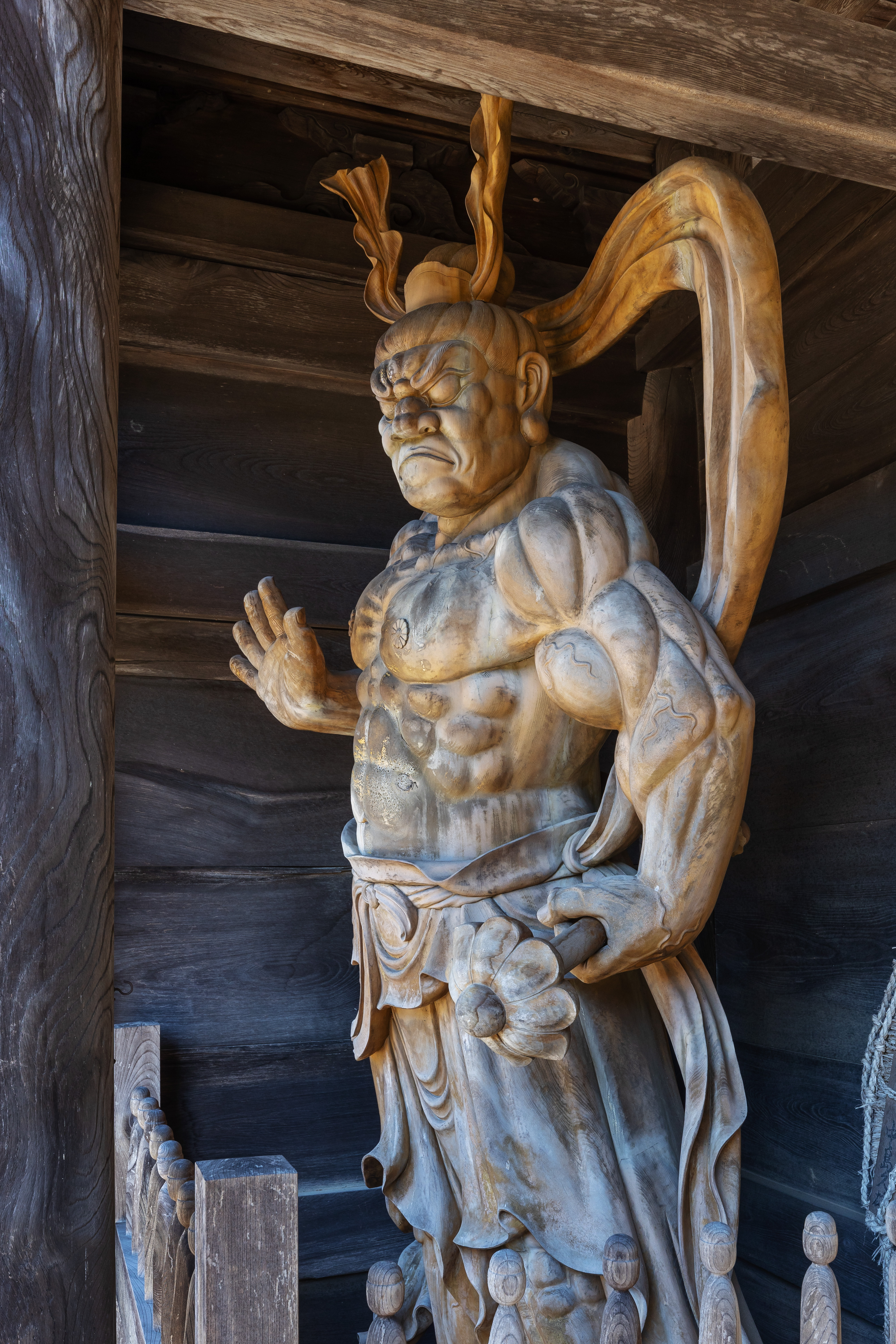
金剛力士
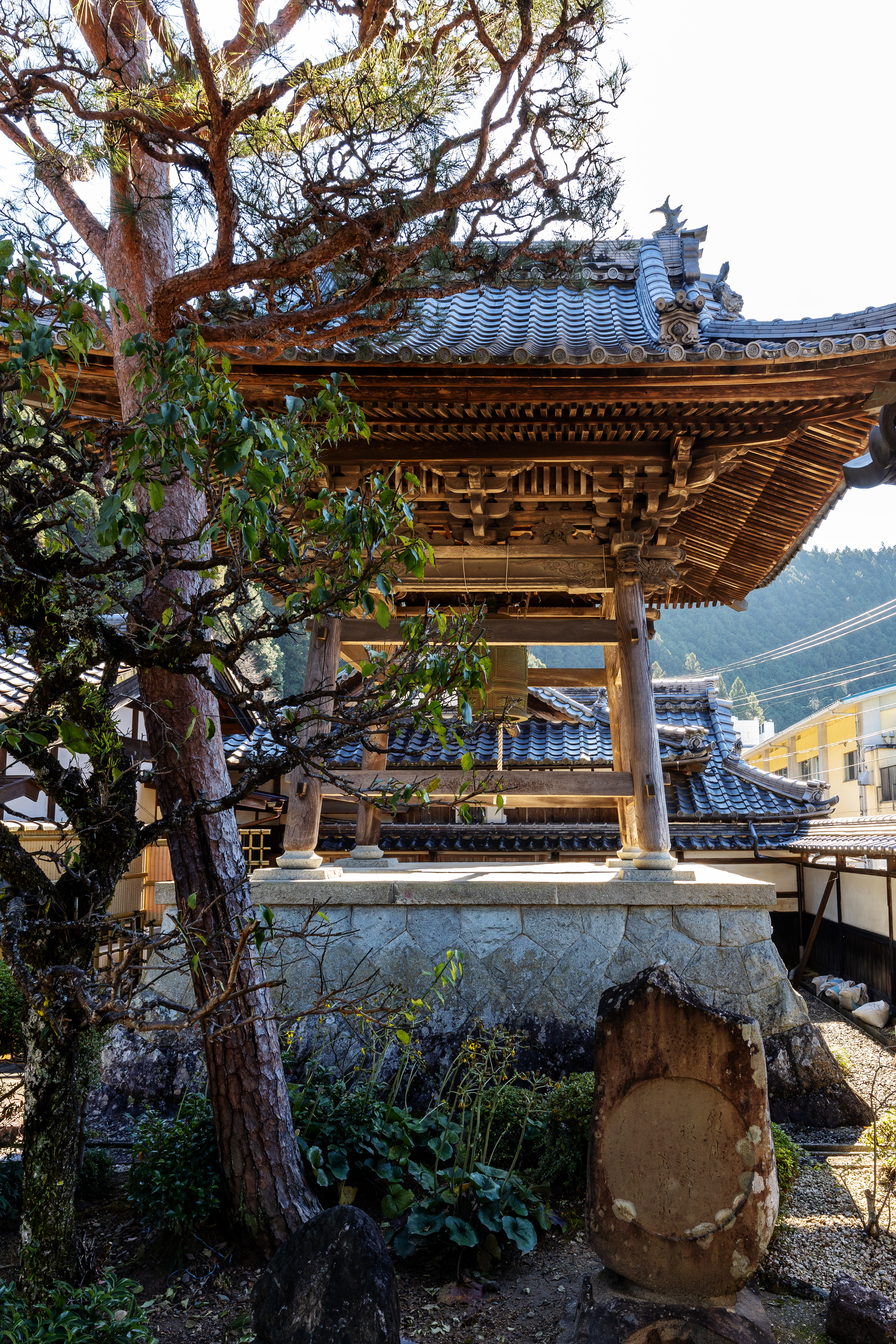
鐘楼
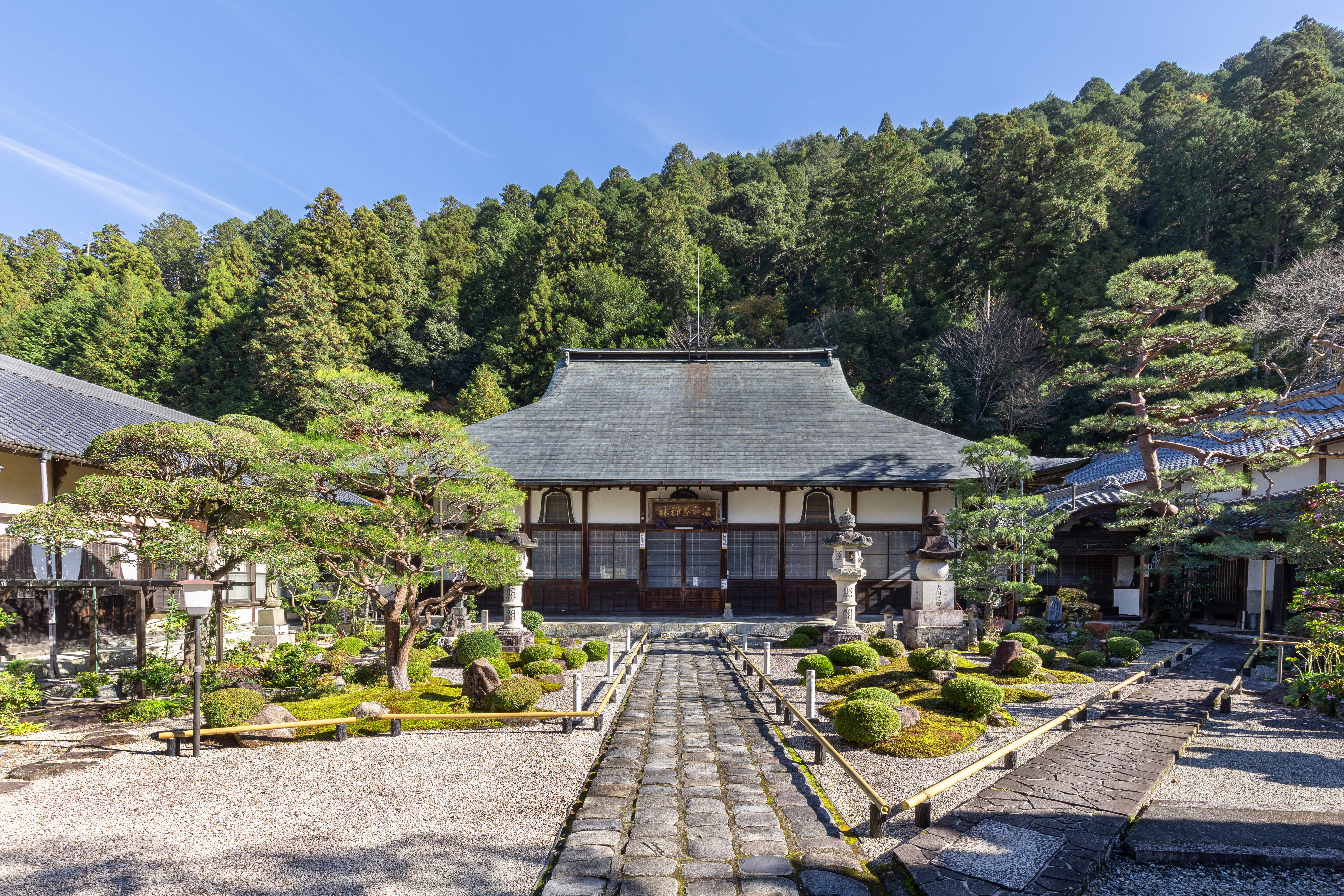
本堂
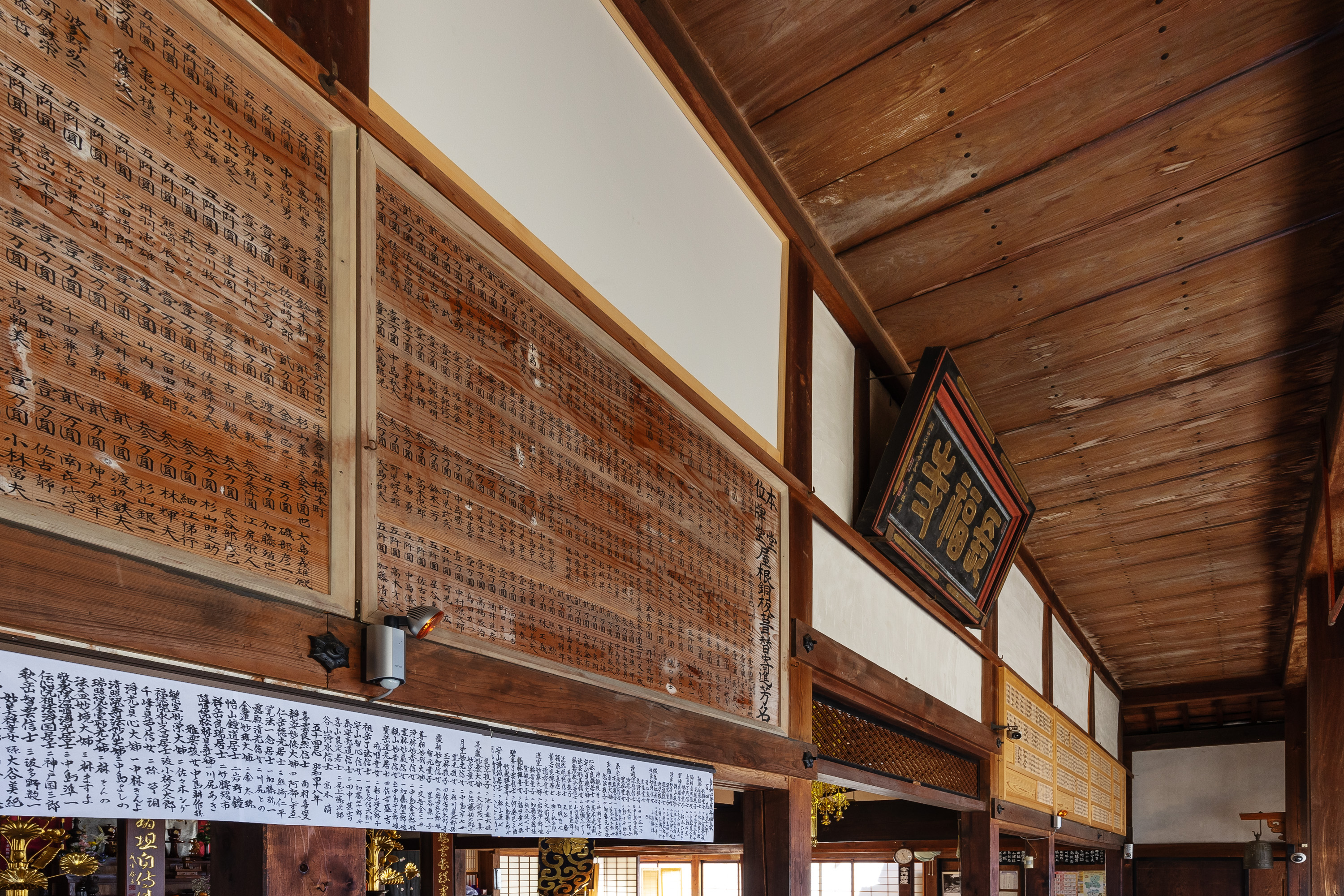
本堂内
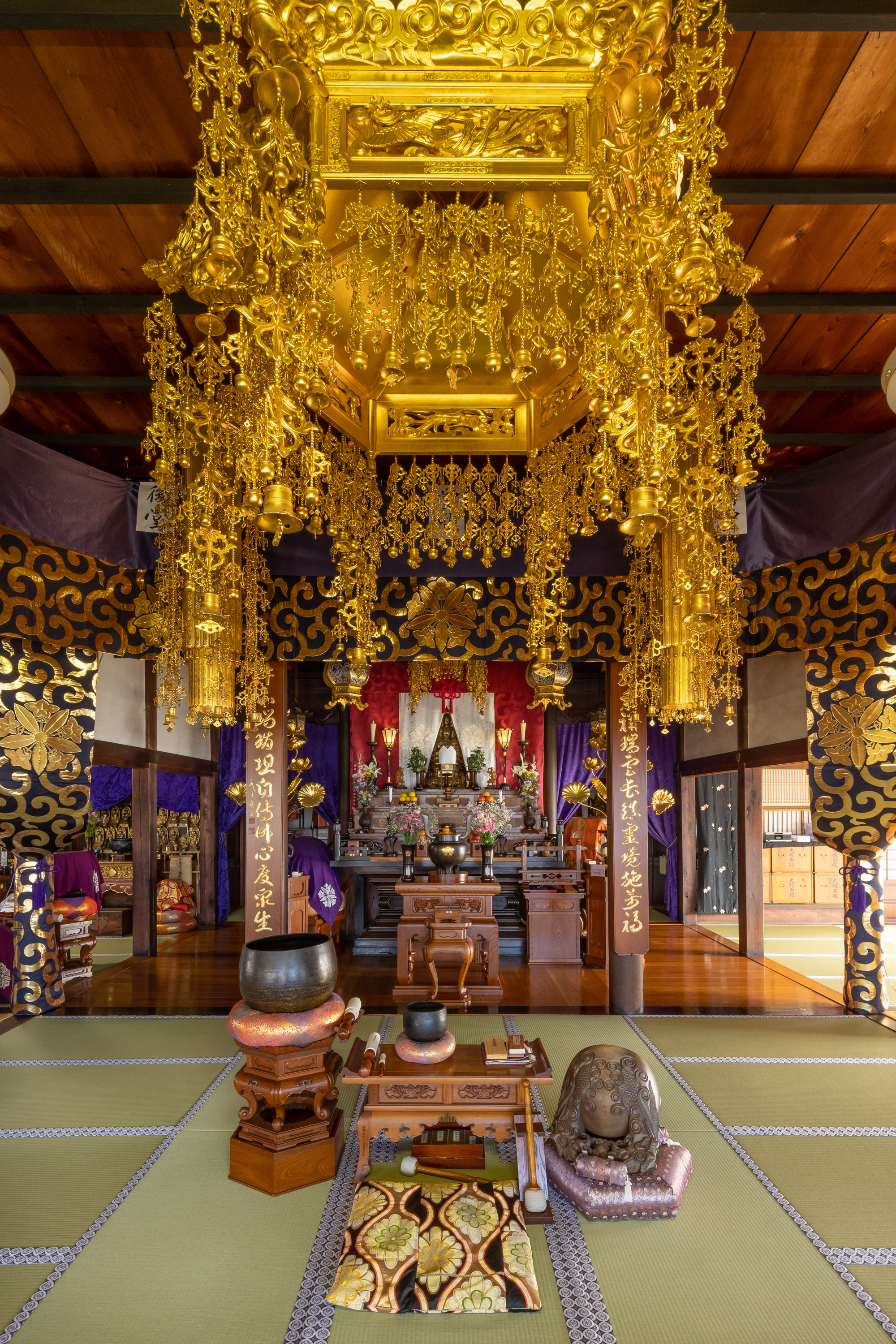
本堂内

## 周辺
- 飛騨金山駅
- 金山町
- 筋骨めぐり
- 奥飛騨酒造資料館